# 布伦特·西布鲁克
布伦特·西布鲁克（英語：Brent Seabrook，1985年4月20日—），加拿大男子冰球运动员，场上位置是后卫。他曾代表加拿大国家队参加2010年冬季奥林匹克运动会冰球比赛，获得一枚金牌。